# Útok v Pahalgámu
Dne 22. dubna 2025 došlo k útoku poblíž Pahalgámu v indickém Kašmíru. Zahynulo nejméně 26 lidí a přes 20 bylo zraněno. Útok mířil na civilisty a souvisel s odporem proti demografickým změnám v oblasti. K činu se přihlásila skupina TRF napojená na Lashkar-e-Taiba.

## Pozadí
Ozbrojené povstání v Džammú a Kašmíru začalo v roce 1989 a stále probíhá, i když násilí v posledních letech výrazně pokleslo. V roce 2019 Indie odebrala regionu zvláštní status a rozdělila ho na dvě svazová území. Nová pravidla umožnila udělení domovského statusu 83 000 lidem, což vedlo k napětí s Pákistánem a trvalému nasazení asi 500 000 vojáků v oblasti.

## Útok
Dne 22. dubna 2025 kolem 14:50 došlo k útoku sedmi ozbrojenců v údolí Baisaran poblíž Pahalgamu v indické části Kašmíru. Útočníci, vyzbrojení karabinami M4 a AK-47, napadli dav turistů, kteří si po několika dnech deště užívali zlepšeného počasí. Místo, přístupné pouze pěšky nebo na ponících, se proměnilo v dějiště masakru. Podle svědků se ozbrojenci v uniformách podobným armádním vynořili z okolních lesů a bez varování zahájili palbu na civilisty.
Před střelbou se útočníci údajně ptali obětí na jména, nutili je recitovat kalmu (islámské vyznání víry) a kontrolovali, zda jsou obřezaní – tímto způsobem zjišťovali náboženskou příslušnost a snažili se cílit pouze na nemuslimy. Místní šíitský muslim Syed Adil Hussain Shah se pokusil útok zastavit a zachránit turisty – snažil se odzbrojit jednoho z útočníků, ale byl přitom zabit. Očitá svědectví a videa ukazují paniku, zraněné prosící o pomoc, bezvládná těla na louce a zoufalé volání jedné ženy o pomoc pro svého manžela.
Záchranné služby dorazily krátce po ohlášení útoku. Dva těžce zranění byli kolem 16:30 převezeni do okresní nemocnice v Anantnagu, další byli transportováni do okolních zdravotnických zařízení, někteří i vrtulníkem do vojenské nemocnice ve Srinagaru. Pomoc však přišla i od místních obyvatel – členové spolku vodičů poníků zachránili přibližně jedenáct zraněných, které přepravili na ponících a provizorních nosítkách.
Podle svědků byli většinou oběťmi muži. Jeden z útočníků údajně řekl ženě, že ji nechá naživu, aby „vypověděla hrůzy premiérovi Naréndru Módímu“. Některé oběti byly popraveny z bezprostřední blízkosti. Záběry z místa ukazují zkrvavené lidi ležící na zemi, jiní zoufale volali o pomoc. Útočníci pravděpodobně použili tělové kamery k natáčení masakru, což je metoda často spojovaná s propagandou skupiny Lashkar-e-Taiba.
Okamžitě byla zahájena rozsáhlá operace armády, polovojenských jednotek a policie Džammú a Kašmíru. Pahalgam byl dočasně uzavřen a byly nasazeny vrtulníky k pronásledování ozbrojenců, kteří uprchli do hornatých oblastí pohoří Pír Pandžál. Probíhá vyšetřování, jak se útočníci dostali na území Kašmíru.